# Phytomyza petiolaris
Phytomyza petiolaris är en tvåvingeart som beskrevs av Griffiths 1975. Phytomyza petiolaris ingår i släktet Phytomyza och familjen minerarflugor. Inga underarter finns listade i Catalogue of Life.